# Kazachstan na Letnich Igrzyskach Olimpijskich 1996
Kazachstan na Letnich Igrzyskach Olimpijskich 1996 reprezentowało 96 zawodników (72 mężczyzn i 24 kobiety). Był to debiut reprezentacji Kazachstanu na letnich igrzyskach olimpijskich. Reprezentacja zdobyła 11 medali.

## Zdobyte medale
| Medal  | Zawodnik            | Dyscyplina           | Konkurencja                                      | Rezultat                                                       |
| ------ | ------------------- | -------------------- | ------------------------------------------------ | -------------------------------------------------------------- |
| Złoto  | Wasilij Żyrow       | Boks                 | waga półciężka (do 81 kg) mężczyzn               | w finale pokonał Koreańczyka Lee Seung-Bae 17:4                |
| Złoto  | Aleksandr Parygin   | Pięciobój nowoczesny | mężczyźni indywidualnie                          | 5551 pkt                                                       |
| Złoto  | Jurij Mielniczenko  | Zapasy               | styl klasyczny waga do 57 kg mężczyzn            | w finałowej walce pokonał Amerykanina Dennisa Halla            |
| Srebro | Bułat Dżumadiłow    | Boks                 | waga musza (do 51 kg) mężczyźni                  | w finale przegrał z Kubańczyiem Maikro Romero 11:12            |
| Srebro | Anatolij Chrapaty   | Podnoszenie ciężarów | waga do 99 kg mężczyźni                          | 410 kg                                                         |
| Srebro | Siergiej Bielajew   | Strzelectwo          | karabin małokalibrowy trzy pozycje 50 m mężczyzn | 1272,3 pkt                                                     |
| Srebro | Siergiej Bielajew   | Strzelectwo          | karabin małokalibrowy leżąc 50 m                 | 703,3 pkt                                                      |
| Brąz   | Bołat Nijazymbetow  | Boks                 | waga lekkopółśrednia (do 63,5 kg) mężczyźni      | w półfinale uległ Kubańczykowi Héctorowi Vinentowi 6:23        |
| Brąz   | Jermachan Ibraimow  | Boks                 | waga lekkośrednia (do 71 kg) mężczyzn            | w półfinale uległ Kubańczykowi Alfredo Duvergelowi 19:28       |
| Brąz   | Władimir Wochmianin | Strzelectwo          | pistolet szybkostrzelny 25 m mężczyzn            | 691,5 pkt                                                      |
| Brąz   | Mäulen Mamyrow      | Zapasy               | styl wolny waga do 52 kg mężczyzn                | w walce o 3. miejsce pokonał Rosjanina Czeczenola Mongusza 3:2 |

## Skład kadry

### Boks
Mężczyźni
- Bułat Dżumadiłow waga musza do 52 kg – 2. miejsce,
- Bektas Äbubäkyrow waga kogucia do 54 kg – 17. miejsce,
- Baktijar Tylegenow waga piórkowa do 57 kg – 17. miejsce,
- Bołat Nijazymbetow waga lekkopółśrednia do 63,5 kg – 3. miejsce,
- Nurżan Smanow waga półśrednia do 67 kg – 6. miejsce,
- Jermachan Ibraimow waga lekkośrednia do 71 kg – 3. miejsce,
- Wasilij Żyrow waga półciężka do 81 kg – 1. miejsce,
- Michaił Jurczenko waga superciężka powyżej 91 kg – 9. miejsce,

### Gimnastyka
Kobiety
- Olga Kożewnikowa

wielobój indywidualnie – 56. miejsce,
ćwiczenia wolne – 61. miejsce,
skok przez konia – 62. miejsce,
ćwiczenia na poręczach – 70. miejsce,
ćwiczenia na równoważni – 74. miejsce,
Mężczyźni
- Aleksiej Dmitrijenko

wielobój indywidualnie – 43. miejsce,
ćwiczenia wolne – 68. miejsce,
skok przez konia – 87. miejsce,
ćwiczenia na poręczach – 50. miejsce,
ćwiczenia na drążku – 45. miejsce,
ćwiczenia na kółkach – 76. miejsce,
ćwiczenia na koniu z łękami – 71. miejsce,
- Siergiej Fiedorczenko

wielobój indywidualnie – 46. miejsce,
ćwiczenia wolne – 29. miejsce,
skok przez konia – 12. miejsce,
ćwiczenia na poręczach – 68. miejsce,
ćwiczenia na drążku – 92. miejsce,
ćwiczenia na kółkach – 73. miejsce,
ćwiczenia na koniu z łękami – 64. miejsce,

### Judo
Kobiety
- Walentina Kamsulowa – waga do 61 kg – 16. miejsce,
- Jewgienija Bogunowa – waga do 72 kg – 19. miejsce,

Mężczyźni
- Siergiej Äszyrow – waga do 65 kg – 21. miejsce,
- Achat Äszyrow – waga do 71 kg – 21. miejsce,
- Rusłan Sejylchanow – waga do 78 kg – 21. miejsce,
- Siergiej Älymżanow – waga do 86 kg – 13. miejsce,
- Siergiej Szäkymow – waga do 95 kg – 13. miejsce,
- Igor Pieszkow – waga powyżej 95 kg – 17. miejsce,

### Kajakarstwo
Mężczyźni
- Jewgienij Jegorow – K-1 500 m – odpadł w repasażach,
- Andriej Safarian – K-1 1000 m – odpadł w repasażach,
- Ilfat Gatijatullin, Dmitrij Torłopow – K-2 500 m – odpadli w repasażach,
- Jewgienij Jegorow, Siergiej Skrypnik – K-2 1000 m – odpadli w repasażach,
- Ilfat Gatijatullin, Dmitrij Torłopow, Andriej Safarian, Siergiej Skrypnik – K-4 1000 m – odpadli w półfinale,
- Konstantin Negodjajew

C-1 500 m – 7. miejsce,
C-1 1000 m – odpadł w półfinale,
- Siergiej Siergiejew, Kajsar Nurmagambetow

C-2 500 m – odpadli w półfinale,
C-2 1000 m – odpadli w półfinale,

### Kolarstwo
Kobiety
- Ałła Wasilenko

kolarstwo szosowe wyścig ze startu wspólnego – nie ukończyła wyścigu,
kolarstwo torowe wyścig punktowy – 12. miejsce,
Mężczyźni
- Andriej Kiwilew – kolarstwo szosowe wyścig ze startu wspólnego – 29. miejsce,
- Aleksandr Winokurow – kolarstwo szosowe wyścig ze startu wspólnego – 53. miejsce,
- Aleksandr Schäfer – kolarstwo szosowe wyścig ze startu wspólnego – 85. miejsce,
- Andriej Tietieriuk – kolarstwo szosowe wyścig ze startu wspólnego – 89. miejsce,
- Wadim Krawczenko – kolarstwo torowe wyścig na 4000 m na dochodzenie – 14. miejsce,
- Siergiej Ławrinienko – kolarstwo torowe wyścig punktowy – 11. miejsce,

### Lekkoatletyka
Kobiety
- Natalja Worobjowa – bieg na 100 m – odpadła w eliminacjach,
- Swietłana Bodricka – bieg na 400 m – odpadła w eliminacjach,
- Irina Mikitienko – bieg na 5000 m – odpadła w eliminacjach,
- Natalja Torszyna-Alimżanowa – bieg na 400 m przez płotki – odpadła w eliminacjach,
- Swietłana Tołstaja – chód na 10 km – 21. miejsce,
- Majia Sazonowa – chód na 10 km – 35. miejsce,
- Swietłana Zalewska – skok wzwyż – 13. miejsce,
- Jelena Pierszyna – skok w dal – 15. miejsce,
- Jelena Kaszczejewa – skok w dal – 35. miejsce,
- Jelena Bałtabajewa – pchnięcie kulą – 22. miejsce,
- Swietłana Kazanina – siedmiobój – 18. miejsce,

Mężczyźni
- Witalij Sawin – bieg na 100 m – odpadł w eliminacjach,
- Witalij Miedwiediew – bieg na 100 m – odpadł w eliminacjach,
- Walerij Borisow – chód na 20 km – 18. miejsce,
- Siergiej Koriepanow – chód na 50 km – 8. miejsce,
- Igor Potapowicz – skok o tyczce – 4. miejsce,
- Siergiej Arzamasow – trójskok – 36. miejsce,
- Siergiej Rubcow – pchnięcie kulą – nie został sklasyfikowany (nie zaliczył żadnej udanej próby),

### Łucznictwo
Kobiety
- Anna Możar – indywidualnie – 37. miejsce
- Irina Leonowa – indywidualnie – 52. miejsce,
- Jana Tunijanc – indywidualnie – 58. miejsce,
- Irina Leonowa, Anna Możar, Jana Tunijanc – drużynowo – 8. miejsce,

Mężczyźni
- Wadim Szykariew – indywidualnie – 30. miejsce
- Witalij Szyn – indywidualnie – 33. miejsce,
- Siergiej Martynow – indywidualnie – 43. miejsce,
- Wadim Szykariew, Witalij Szyn, Siergiej Martynow – drużynowo – 13. miejsce,

### Pięciobój nowoczesny
Mężczyźni
- Aleksandr Parygin – indywidualnie – 1. miejsce,
- Dmitrij Tiurin – indywidualnie – 31. miejsce,

### Pływanie
Kobiety
- Jewgienija Jermakowa

50 m stylem dowolnym – 13. miejsce,
100 m stylem dowolnym – 42. miejsce,
Mężczyźni
- Siergiej Borisienko – 50 m stylem dowolnym – 26. miejsce,
- Aleksiej Jegorow

100 m stylem dowolnym – 21. miejsce,
200 m stylem dowolnym – 22. miejsce,
- Siergiej Borisienko, Aleksiej Chowrin, Siergiej Uszkałow, Aleksiej Jegorow – sztafeta 4 x 100 m stylem dowolnym – odpadli w eliminacjach (dyskwalifikacja)
- Siergiej Uszkałow – 100 m stylem grzbietowym – 42. miejsce,
- Aleksandr Sawicki

100 m stylem klasycznym – 38. miejsce,
200 m stylem zmiennym – 31. miejsce,
- Andriej Gawriłow – 100 m stylem motylkowym – 21. miejsce,
- Andriej Gawriłow, Aleksandr Sawicki, Siergiej Uszkałow, Aleksiej Jegorow – sztafeta 4 x 100 m stylem zmiennym – 15. miejsce,

### Podnoszenie ciężarów
Mężczyźni
- Aleksandr Ochrimienko – waga do 64 kg – 16. miejsce,
- Oleg Em – waga do 64 kg – 23. miejsce,
- Riszat Mansurow – waga do 83 kg – 10. miejsce,
- Kuanysz Rymkułow – waga do 83 kg – nie został sklasyfikowany (nie zaliczył żadnej próby w rwaniu),
- Andriej Makarow – waga do 91 kg – 18. miejsce,
- Anatolij Chrapaty – waga do 99 kg – 2. miejsce,
- Siergiej Kopytow – waga do 99 kg – nie został sklasyfikowany (nie zaliczył żadnej próby w podrzucie)

### Skoki do wody
Kobiety
- Irina Wyguzowa

trampolina 3 m – 10. miejsce
wieża 10 m – 7. miejsce
- Jelena Iwanowa – trampolina 3 m – 18. miejsce,
- Natalja Czikina – wieża 10 m – 15. miejsce,

Mężczyźni
- Damir Achmietbiekow – wieża 10 m – 17. miejsce,
- Samat Muratow – wieża 10 m – 21. miejsce,

### Strzelectwo
Kobiety
- Galina Bielajewa

pistolet pneumatyczny 10 m – 6. miejsce,
pistolet sportowy 25 m – 30. miejsce,
- Julija Bondariewa

pistolet pneumatyczny 10 m – 7. miejsce,
pistolet sportowy 25 m – 9. miejsce,
Mężczyźni
- Władimir Wochmianin – pistolet szybkostrzelny 25 m – 3. miejsce,
- Siergiej Bielajew

karabin pneumatyczny – 38. miejsce,
karabin małokalibrowy trzy pozycje 50 m – 2. miejsce,
karabin małokalibrowy leżąc 50 m – 2. miejsce,
- Jurij Rodnow – ruchoma tarcza 10 m – 12. miejsce,

### Szermierka
Mężczyźni
- Wiaczesław Grigorjew – floret indywidualnie – 25. miejsce,

### Zapasy
Mężczyźni
- Nurym Düjsenow – styl klasyczny waga do 52 kg – 10. miejsce,
- Jurij Mielniczenko – styl klasyczny waga do 57 kg – 1. miejsce,
- Baktijar Bajsejytow – styl klasyczny waga do 74 kg – 10. miejsce,
- Däulet Turłychanow – styl klasyczny waga do 82 kg – 4. miejsce,
- Siergiej Matwijenko – styl klasyczny waga do 90 kg – 11. miejsce,
- Mäulen Mamyrow – styl wolny waga do 52 kg – 3. miejsce,
- Artur Fiodorow – styl wolny waga do 57 kg – 13. miejsce,
- Magomed Kruglijew – styl wolny waga do 74 kg – 19. miejsce,
- Jelmädi Żabrajyłow – styl wolny waga do 82 kg – 6. miejsce,
- Isłam Bajramukow – styl wolny waga do 90 kg – 11. miejsce,
- Igor Klimow – styl wolny waga do 130 kg – 15. miejsce,